# Mistrovství Evropy v zápasu řecko-římském 1911
Neoficiální mistrovství Evropy v zápasu řecko-římském 1911 se konalo v Budapešti, Rakousko-Uhersko.

## Výsledky

### Muži
| Kategorie | Zlato              | Stříbro        | Bronz            |
| --------- | ------------------ | -------------- | ---------------- |
| 66,6 kg   | Károly Márton      | Walter Sohn    | Jenő Dulin       |
| 73 kg     | Mihály Grozescu    | József Sugár   | Mihály Csapitzky |
| 93 kg     | Harald Christensen | József Maróthy | János Hudák      |
| +93 kg    | Rudolf Grüneisen   | Søren Jensen   | József Előd      |